# Selysioneura capreola
Selysioneura capreola – gatunek ważki z rodziny Isostictidae.